# Zonsverduistering van 18 maart 1988

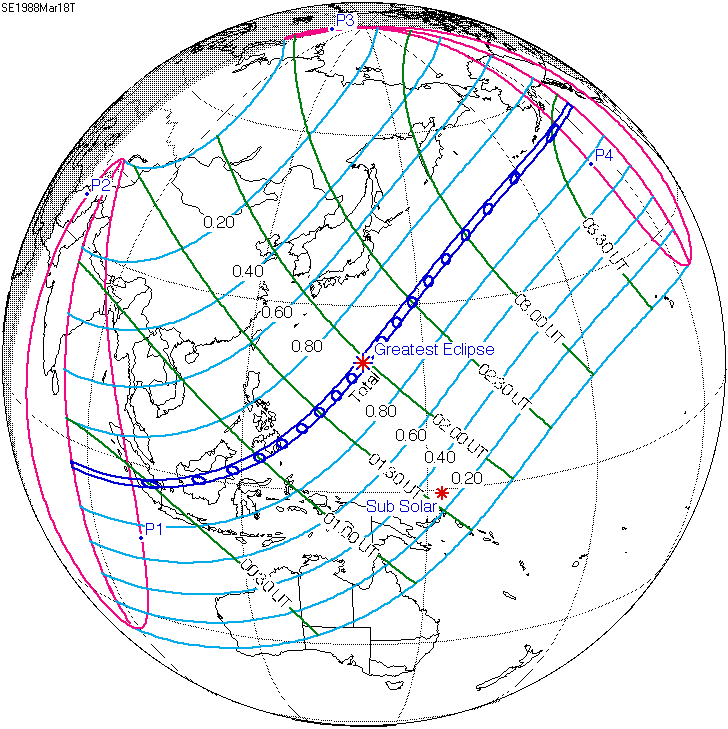
De zonsverduistering was te zien tussen de blauwe lijnen.

De totale zonsverduistering van 18 maart 1988 trok veel over zee, maar was achtereenvolgens te zien in Indonesië en de Filipijnen.

## Lengte

### Maximum
Het punt met maximale totaliteit lag op zee ver van enig land op coördinatenpunt 20.7054° Noord / 139.9683° Oost en duurde 3m46,3s.

### Limieten
| Fenomeen                    | Code | Tijdstip UTC |
| --------------------------- | ---- | ------------ |
| Eerste contact bijschaduw   | P1   | 23:24:03.3   |
| Eerste contact kernschaduw  | U1   | 00:22:32.3   |
| Kernschaduw compleet vanaf  | U2   | 00:24:27.3   |
| Bijschaduw compleet vanaf   | P2   | 01:38:04.1   |
| Maximum eclips              | GE   | 01:58:01.2   |
| Bijschaduw compleet t/m     | P3   | 02:17:24.9   |
| Kernschaduw compleet t/m    | U3   | 03:31:21.6   |
| Laatste contact kernschaduw | U4   | 03:33:09.0   |
| Laatste contact bijschaduw  | P4   | 04:31:52.2   |